# Process Lasso
Process Lasso — условно-бесплатная утилита с закрытым исходным кодом для мониторинга и управления процессами в 32-битных и 64-разрядных операционных системах семейства Windows.
Каждый процесс можно редактировать вручную или автоматически, а также посмотреть его детальную информацию. Утилита способна определить приоритет процесса, а также изменить его. По желанию пользователя можно установить и зафиксировать текущий приоритет на следующий или все последующие запуски процесса.
Также при помощи программы можно выполнить завершение работы нежелательных процессов, которые мешают работе и перегружают память, а также вести «чёрный список» для запрещённых к запуску процессов.
Кроме этого, утилита ведёт подробную статистику запущенных процессов. Все события сохраняются в журнале событий, который всегда можно экспортировать в файл.
Работает как с многоядерными, так и с одноядерными процессорами.